# Eugene Mallove
Eugene F. Mallove (ur. 9 czerwca 1947, zm. 14 maja 2004 w Norwich, Connecticut), amerykański wydawca i redaktor magazynu "Infinite Energy", założyciel organizacji New Energy Foundation. Propagator idei zimnej fuzji i wolnej energii, aktywnie propagował badania nad alternatywnymi systemami wytwarzania energii.

## Życiorys

### Edukacja i praca naukowa
Ukończył astronautykę i astronomię (2 stopnie) na politechnice MIT. Otrzymał doktorat (w dziedzinie environmental health sciences) na Uniwersytecie Harvarda. Pracował dla firm Hughes Research Laboratories, The Analytic Science Corporation i Lincoln Laboratory. Wykładał także dziennikarstwo na politechnice MIT i Uniwersytecie Bostońskim.

### Nagła śmierć
Eugene Mallove został zamordowany 14 maja 2004 w Norwich w stanie Connecticut. Pomimo że ta sprawa implikuje różne teorie spiskowe, to najprawdopodobniej tłem zabójstwa był motyw rabunkowy. Jednakże w 2008 roku uniewinniono głównych podejrzanych, co skłoniło w 2009 roku władze stanu Connecticut do zaoferowania 50.000$ za informacje dotyczące mordercy, bądź morderców Eugene'a Mallove'a.